# Gefecht bei Lüneburg
Im Gefecht bei Lüneburg am 2. April 1813 siegten verbündete Preußen und Russen über ein französisches Korps. Das Gefecht war die erste größere Kampfhandlung nach dem Rückzug der in Russland geschlagenen Franzosen hinter die Elbe. Seine Bedeutung lag in der moralischen Wirkung auf die deutsche Öffentlichkeit als erster Erfolg der Verbündeten in den nun beginnenden Befreiungskriegen.
Frühjahrsfeldzug 1813
Lüneburg – Möckern – Halle – Großgörschen – Gersdorf – Bautzen – Reichenbach – Nettelnburg – Haynau – Halberstadt – Luckau
Herbstfeldzug 1813

Großbeeren – Katzbach – Dresden – Hagelberg – Kulm – Dennewitz – Göhrde – Altenburg – Wittenberg – Wartenburg – Liebertwolkwitz – Leipzig – Torgau – Hanau – Hochheim – Danzig
Winterfeldzug 1814

Épinal – Colombey – Brienne – La Rothière – Champaubert – Montmirail – Château-Thierry – Vauchamps – Mormant – Montereau – Bar-sur-Aube – Soissons – Craonne – Laon – Reims – Arcis-sur-Aube – Fère-Champenoise – Saint-Dizier – Claye –  Paris
Sommerfeldzug von 1815

Quatre-Bras – Ligny – Waterloo – Wavre – Paris

## Vorgeschichte
Nach der Niederlage Napoleons im Russlandfeldzug 1812 hatte sich in Norddeutschland, ausgehend von Ostpreußen, seit Januar 1813 eine vehement antifranzösische Stimmung ausgebreitet. Sie schlug in eine offene Rebellion um, als Mitte Februar Preußen eine deutliche Wendung gegen Frankreich vollzog und russische Reiterverbände über die Oder ausschwärmten. Ende Februar wurden davon auch die 1810 von Frankreich annektierten Hanseatischen Departements erfasst.
In Hamburg kam es am 24. Februar zu schweren Tumulten. Nachdem die standrechtliche Erschießung von sieben willkürlich Verhafteten am 2. und 3. März 1813 die Unruhen steigerten, räumten die Franzosen am 12. März die Stadt und die Rebellion griff auf Lübeck und Stade über.
Am 14. März erschien der russische Reiterführer Tettenborn an der Spitze von 1300 Kosaken mit zwei Geschützen in Ludwigslust und bewog Mecklenburg zum Seitenwechsel vom Rheinbund zu den Verbündeten. Anschließend drängte er die aus Stralsund abgezogenen französischen Kräfte unter General Joseph Morand über die Elbe. Am 18. März zog Tettenborn in Hamburg ein. Zugleich durchstreiften russische Reitertrupps, gefeiert von den Einwohnern, Harburg, Stade und Lüneburg. Lübeck und Lauenburg stellten die von Frankreich beseitigten Verfassungsverhältnisse wieder her, die Ständevertreter der vormaligen Herzogtümer Bremen und Verden traten zusammen, um eine Volksbewaffnung zu beschließen. In dieser Situation verjagten die Bürger Lüneburgs am 21. März die französischen Beamten aus ihrer Stadt und begannen mit der Aufstellung von Freiwilligentruppen.
Auf Napoleons Befehl konzentrierte General Vandamme 25.000 Mann an der unteren Weser, zugleich sollte er die Ordnung in den Hanseatischen Departements wiederherstellen. Er traf am 27. März in Bremen ein und beorderte Morand zur Bekämpfung von Aufständischen und Kosaken nach Tostedt. Diese mussten sich nach Hamburg zurückziehen. Nun erhielt Morand den Befehl, eine Strafexpedition gegen Lüneburg durchzuführen. Dort hatten bewaffnete Bürger und Kosaken Benckendorffs am 28. März eine Besetzung der Stadt durch die Fliegende Kolonne des Generals Pierre Watier verhindert.
Je weiter sich Morands Verband von Bremen entfernte, desto stärker umkreisten und attackierten ihn Kosaken des russischen Korps Benckendorff. Der zum russischen General ernannte Dörnberg hatte wegen seiner Erfahrungen im Organisieren von Aufständen und in der Führung des Kleinen Krieges zuvor den Auftrag erhalten, im Raum Hannover eine allgemeine Volkserhebung auszulösen, war aber mit seinem Elbübergang bei Werben am 26. März gescheitert. Als sich abzeichnete, dass Lüneburg Morands Marschziel war, sandte der Oberkommandierende des rechten Flügels der russisch-preußischen Armeen General Wittgenstein das Dörnbergsche Korps am 31. März bei Lenzen zur Unterstützung der aufständischen Stadt über die Elbe. Rasch näherte sich Dörnberg seinem Ziel von Südosten, wobei er Truppen zum Aufbau einer Rückzugslinie nach Boizenburg abzweigte.

## Gegnerische Kräfte
Morands Truppe zählte etwa 2800 Mann mit neun Geschützen, einschließlich einer eilig zusammengestellten 75-köpfigen Reitertruppe, bestehend aus Dragonern, Chasseurs, berittenen Douaniers und Gendarmen. Kern seines Korps waren zwei Bataillone (von dreien) des sächsischen Infanterieregiments „Prinz Maximilian“ und eine sächsische Batterie.
Dörnberg waren ein Infanteriebataillon und ½ Batterie mit vier Geschützen der preußischen Brigade Borstell und an russischen Truppen ein Jägerbataillon, vier Husaren- und zwei Dragonereskadrons sowie das Korps Benckendorff mit drei Kosaken- und einem Baschkirenpulk und zwei Geschützen, insgesamt 1100 Mann Infanterie und etwa 1300 Reiter, unterstellt. Vor dem Angriff auf Lüneburg vereinigte sich mit ihm das russische Streifkorps Tschernyschow, das aus 1800 Reitern mit vier Geschützen bestand.

## Verlauf
Am 1. April griff Morand Lüneburg von Westen an. Der unorganisierte Widerstand bewaffneter Bürger an den mittelalterlichen Stadttoren war schnell gebrochen, viele wurden verhaftet und am Abend bestimmte Morand fünfzig von ihnen zur Erschießung am nächsten Tag. Am selben Tag waren das Korps Dörnberg bis Lüchow und das unter Benckendorff bis Dannenberg gekommen. Beide verabredeten sich mit Tschernyschow, dessen Reiter am 31. März bei Bählau die Elbe überquert hatten und sich in Wustrow befanden, zu einer Eroberung Lüneburgs am 2. April.
Als sich in den frühen Vormittagsstunden Kosaken am südlichen Stadttor zeigten, glaubte Morand, es wie bisher mit Streifscharen zu tun zu haben. Er sandte zwei Geschütze mit einer Infanteriebedeckung und seine 75 Reiter vor die Stadt, um den Gegner zu vertreiben. Seine Truppe lief in eine Falle Dörnbergs: Überrascht sah sie sich einem massiven Flankenangriff russischer Husaren ausgesetzt, verlor die Geschütze und wurde bis auf einen Teil der Reiter gefangen genommen. Erst am späten Vormittag erkannte Morand, dass eine reguläre russisch-preußische Infanterie- und Artillerietruppe Lüneburg mit dem Ziel der Eroberung angriff. Inzwischen war ein Stadttor in der Hand von preußischen Füsilieren unter Major Borcke. Während es an weiteren Stadttoren zum Kampf kam, befreiten bewaffnete Bürger die zur Erschießung Verurteilten und griffen feindliche Soldaten in den Straßen an. Morand, bereits verwundet, ging der Überblick verloren und er befahl daher am Mittag den Rückzug aus der Stadt auf eine westlich vor dem Neuen Tor verharrende französische Truppe. Sein Befehl konnte nicht mehr von jedem seiner Detachements befolgt werden, weil einige in verschiedenen Toren und Gebäuden von den in die Stadt nachdrängenden preußischen und russischen Truppen eingeschlossen waren und bereits zu kapitulieren begannen. Morand versuchte nun eine Rückeroberung von außen. Der Angriff, bei dem er diesmal schwer verwundet wurde, scheiterte nach Anfangserfolgen. Hierbei kam es zu der berühmt gewordenen Tat der Lüneburger Bürgertochter Johanna Stegen. Sie versorgte preußische Füsiliere mit dringend benötigter Munition, die sie auf dem Schlachtfeld unter Lebensgefahr aus einem verlassenen Munitionswagen geborgen hatte. Am Nachmittag hatten russische Reiter Morands Truppe umstellt. Eine von Dörnberg angenommene ehrenvolle Kapitulation konnte von den sächsischen Offizieren wegen der Weigerung der Franzosen, das Feuer einzustellen, nicht durchgesetzt werden. Nachdem ein Durchbruchsversuch zwecks Rückzug nach Reppenstedt misslungen war, begann die russisch-preußische Artillerie, mit Beutekanonen verstärkt, die eingeschlossene Truppe zusammenzuschießen. Am Nachmittag gegen 17 Uhr kapitulierte Morands gesamtes Korps und ging in Gefangenschaft.

## Militärische und politische Folgen
Schon am nächsten Tag mussten sich die Sieger vor einer 11.000 Mann starken Division, die unter Marschall Davout links der Elbe nach Norden vorrückte, zurückziehen. Dörnbergs Korps überquerte mit den Gefangenen und zahlreichen Flüchtlingen aus Lüneburg, darunter Johanna Stegen, bei Boizenburg die Elbe. Morand verstarb dort am 5. April an seinen Wunden. Davout erschien am 4. April in Lüneburg und zeigte gegenüber der Einwohnerschaft unerwartete Milde, indem er sich mit der Auferlegung einer Kontribution und allgemeiner Entwaffnung begnügte. Zum Verzicht auf Schlimmeres mögen die Ankündigungen Dörnbergs und Tettenborns beigetragen haben, für jeden standrechtlich erschossenen Deutschen einen gefangenen französischen Soldaten zu erschießen oder einen solchen Beamten zu hängen. Als Vandamme sich in den kommenden Tagen aus dem brodelnden Gebiet zwischen Elbe und Aller zurückzog, besetzte Dörnberg am 11. April erneut Lüneburg. Erst als Vandamme im Mai zur Eroberung Hamburgs schritt, musste Lüneburg für längere Zeit von den Verbündeten geräumt werden.
Die Nachricht von der Vernichtung des Korps Morand verbreitete sich rasch in Norddeutschland und löste Jubel und Siegeszuversicht aus. Ungewöhnlich war die Erwähnung des Zusammenwirkens russischer und preußischer Soldaten mit bewaffneten Bürgern und erstmals die einer Frau als Teilnehmerin am Kampf. Der neuartige Charakter des Krieges, der preußischerseits nicht mehr nur von Berufssoldaten geführt wurde, zeigte sich deutlich in einer Traueranzeige der Vossischen Zeitung für den ersten gefallenen freiwilligen Jäger Georg Haase, einem Sohn des durch die Einführung der Pockenschutzimpfung und die Bauernbefreiung in Pommern bekannten Landwirtschaftsreformers Georg Friedrich Haase. Die Eheleute Haase teilten der Öffentlichkeit mit, dass der Sohn den „Tod für Vaterland, deutsche Freiheit, Nationalehre und unseren geliebten König“ starb; sie endeten mit den Worten: „Der Verlust eines solchen Kindes ist hart; aber es ist uns ein Trost, dass auch wir einen Sohn geben konnten zu dem großen heiligen Zwecke. Wir fühlen tief die Notwendigkeit solcher Opfer.“ Neu war weiterhin die Verleihung einer gleichartigen Auszeichnung für Offiziere wie Soldaten des preußischen Heeres, der ersten Eisernen Kreuze, durch den König Friedrich Wilhelm. Neben Major Borcke erhielten eine Reihe von Offizieren, Unteroffizieren und gemeinen Soldaten das Eiserne Kreuz II. Klasse.
Während sich damit in der Öffentlichkeit Preußen als Vorreiter des Befreiungskampfes darbot, wurde die Rolle des Rheinbundstaates Sachsen bei der Niederschlagung des Aufstandes in Norddeutschland übel vermerkt. Der sächsische Außenminister Senff musste sich, als er von Preußen und Russland im April die Anerkennung einer Neutralität Sachsens wünschte, von seinen Verhandlungspartnern vorhalten lassen, dass die Soldaten seines Königs Friedrich August sich just in den Gassen Lüneburgs mit den Preußen schlügen. Das Gefecht bei Lüneburg erschien den Zeitgenossen, was Anlass und Ausgang betraf, beispielhaft. Bis weit ins 20. Jahrhundert hielt die deutsche Geschichtsschreibung diese Erinnerung wach.